# Syllitus parryi
Syllitus parryi är en skalbaggsart som beskrevs av Francis Polkinghorne Pascoe 1862. Syllitus parryi ingår i släktet Syllitus och familjen långhorningar. Inga underarter finns listade i Catalogue of Life.